# Жиро, Жан (режиссёр)
Жан Жиро́ (фр. Jean Girault; 9 мая 1924 — 24 июля 1982, Париж) — французский кинорежиссёр-комедиограф, сценарист.

## Биография
Образование получил в Национальной школе общественных работ. Играл в оркестре Эдди Барклая, был контрабасистом у Клода Лютера. В 1946 году устроился помощником режиссёра Марселя Блистена. В том же году снял два короткометражных фильма и документальный фильм о Кристиан-Жаке.
С 1951 по 1960 годы работал в качестве сценариста, в основном писал для комедийных фильмов. В качестве режиссёра полнометражного фильма дебютировал в 1960 году с лентой «Четвёрка нежданных нахлебников». В 1962 году во время съемок киноальманаха «Счастливчики» познакомился с комедийным актёром Луи де Фюнесом, на тот момент ещё не избалованным главными ролями, и в 1963 году снял с ним в главной роли первый фильм — «Пик-Пик», который получил тёплый приём критиков и зрителей. Вершиной их совместной работы стала серия фильмов про «Жандарма из Сен-Тропе», в которой насчитывается шесть кинокомедий, каждая из которых стала прокатным хитом, в том числе и в СССР. Среди других успешных лент с Луи де Фюнесом — «Большие каникулы», «Взорвите банк» и «Скупой». Также работал с Жаном Габеном, квартетом Шарло и Дитером Халлерфорденом.
Несмотря на успешность фильмов, получил мало признания как режиссёр.
Умер во время съёмок своего последнего фильма о жандарме Крюшо «Жандарм и жандарметки» 24 июля 1982 года от туберкулёза. Похоронен на кладбище Банье во Франции.

## Фильмография

### Режиссёр
- 1960 — Четвёрка нежданных нахлебников / Les pique-assiette
- 1960 — Баран / Les moutons de Panurge
- 1961 — Курьеры / Les livreurs
- 1962 — Мастера / Les bricoleurs
- 1963 — Взорвите банк / Faites sauter la banque!
- 1963 — Счастливчики / Les Veinards
- 1963 — Пик-Пик / Pouic-Pouic
- 1964 — Жандарм из Сен-Тропе / Le gendarme de Saint-Tropez
- 1964 — Гориллы / Les gorilles
- 1966 — Большие каникулы / Les grandes vacances
- 1966 — Жандарм в Нью-Йорке / Le gendarme à New York
- 1966 — Приключения в загородном доме / Monsieur le Président Directeur Général (Appelez-moi…
- 1968 — Весёлый полковник / Un drôle de colonel
- 1968 — Жандарм женится / Le gendarme se marie
- 1969 — Дом в деревне / La maison de campagne
- 1970 — Жандарм на прогулке / Le gendarme en balade
- 1971 — Судья / Le juge
- 1971 — Джо / Jo
- 1972 — Шарло в Испании / Les Charlots font l’Espagne
- 1973 — Консьерж / Le concierge
- 1974 — Водительские права / Le permis de conduire
- 1974 — Две девушки в пижамах / Deux grandes filles dans un pyjama
- 1974 — У стен тоже бывают уши / Les murs ont des oreilles
- 1975 — Упрямец / L’intrépide
- 1976 — Святой год / L’année sainte
- 1977 — Сороконожка танцует чечётку / Le mille-pattes fait des claquettes
- 1978 — Гороскоп / L’horoscope
- 1978 — Жандарм и инопланетяне / Le gendarme et les extra-terrestres
- 1979 — Скупой / L’avare
- 1981 — Суп с капустой / La soupe aux choux
- 1982 — Жандарм и жандарметки / Le gendarme et les gendarmettes

### Сценарист
- 1952 — Однажды с вами / Un jour avec vous (и сюжет)
- 1955 — Ищите женщину / Cherchez la femme
- 1957 — Друг семьи / L’ami de la famille
- 1958 — Дорогой, заставь меня бояться / Chéri, fais-moi peur
- 1958 — Сицилиец / Le Sicilien
- 1959 — Тётка Чарлея / La marraine de Charley
- 1960 — Четвёрка нежданных нахлебников / Les pique-assiette
- 1962 — Мастера / Les bricoleurs
- 1963 — Пик-Пик / Pouic-Pouic
- 1963 — Взорвите банк / Faites sauter la banque!
- 1964 — Жандарм из Сен-Тропе / Le gendarme de Saint-Tropez (и адаптация)
- 1964 — Гориллы / Les gorilles
- 1966 — Жандарм в Нью-Йорке / Le gendarme à New York (и адаптация)
- 1966 — Приключения в загородном доме / Monsieur le Président Directeur Général (Appelez-moi…
- 1966 — Большие каникулы / Les grandes vacances
- 1968 — Жандарм женится / Le gendarme se marie (рассказ)
- 1970 — Жандарм на прогулке / Le gendarme en balade (адаптация)
- 1971 — Джо / Jo (адаптация)
- 1972 — Шарло в Испании / Les Charlots font l’Espagne
- 1973 — Консьерж / Le concierge (и адаптация)
- 1974 — У стен тоже бывают уши / Les murs ont des oreilles (адаптация)
- 1975 — Упрямец / L’intrépide
- 1977 — Сороконожка танцует чечётку / Le mille-pattes fait des claquettes (и адаптация)
- 1978 — Жандарм и инопланетяне / Le gendarme et les extra-terrestres (адаптация)
- 1979 — Скупой / L’avare
- 1982 — Жандарм и жандарметки / Le gendarme et les gendarmettes (рассказ)